# Mossi
För andra betydelser, se Mossi (olika betydelser).
Mossi, även Moore, Mosi är en mòoréspråkig etnisk grupp i Burkina Faso där de utgör cirka 40 procent av befolkningen. De bor främst i centrala Burkina Faso, i byar i Nazinon- och Nakambe- (tidigare Volta)floddalarna. Mossi är traditionellt jordbrukare.

## Historia
Mossi-folket har sitt ursprung i Burkina Faso, även om ett betydande antal mossi bor i grannländerna däribland Benin, Elfenbenskusten, Ghana, Mali och Togo.
Under 1200-talet bildades tre feodala furstendömen bland Mossi. Rikena expanderade i regionen men mot slutet av medeltiden hindrades deras utbredning av Songhairiket. Rikena var Tengkodogo (1120–), Yatenga (1333–) och Wogodogo (1441–). Deras historia slutade med den franska kolonialismen.

## Ursprung - enligt traditionen
Enligt traditionen kommer Mossi från äktenskapet mellan en Mamprusi-prinsessa och en Mandé-jägare. Yennenga var en krigarprinsessa, dotter till en Mamprusi-kung i östra Ghana. När hon utforskade sitt rike till häst, kom hon vilse och räddades av Rialé, en ensam Mandé-jägare. De gifte sig och fick den första autentiska Mossi, Ouedraogo, som är känd som fader till Mossi-folket.
Mossi härstammar från Mamprusi-folket. Detta legendariska ursprung gäller endast Nakomse eller den härskande klassen. Tengabisi och andra Mossi-folk delar inte dessa ursprungsmyter.

## Mossi-samhällets organisation
Mossi-folket har ett hierarkiskt organiserat samhälle där familj och stat är de viktigaste elementen. Mossi-folken är mycket heterogena. När ryttare invaderade från söderna skapade de en politisk eller härskande klass, kallad Nakomse, och en andlig klass som heter Tengabisi. Alla ledare kommer från den härskande klassen. Tengabisi inkluderar Saya, smeder; Nyonyose, bönder; Yarse, vävare och köpmän och andra.